# NGC 7711
NGC 7711 (другие обозначения — PGC 71836, UGC 12691, MCG 2-60-4, ZWG 432.7) — линзообразная галактика (S0) в созвездии Пегас.
Этот объект входит в число перечисленных в оригинальной редакции «Нового общего каталога».